# Arnardalshamar
Arnardalshamar es un túnel en Islandia, situado en la región de Vestfirðir en la Ruta 61. Mide 30 metros y fue inaugurado en 1948, por lo que es el más antiguo de la isla. Es también el más corto.